# Pseudobagrus gracilis
Pseudobagrus gracilis är en fiskart som beskrevs av Li, Chen och Chan 2005. Pseudobagrus gracilis ingår i släktet Pseudobagrus och familjen Bagridae. Inga underarter finns listade i Catalogue of Life.